# Trattato di El Pardo
Il trattato di El Pardo fu un accordo internazionale siglato nell'omonimo palazzo madrileño tra il Regno di Spagna e quello del Portogallo l'11 marzo 1778. Il trattato aveva lo scopo di risolvere le ormai vetuste dispute territoriali tra i due paesi nella regione del Río de la Plata, dovute principalmente alla non piena osservanza del trattato di Tordesillas del 1494.

## Antefatti
Il problema principale riguardava la penetrazione dei bandeirantes portoghesi nel Sudamerica spagnolo, in palese violazione del trattato di Tordesillas. Nel 1750 i due paesi avevano cercato di raggiungere un accordo definitivo e confini precisi nell'America meridionale siglando il trattato di Madrid. Tuttavia, nel 1761, il nuovo re Carlo III di Spagna annullò l'accordo e l'anno seguente entrò nella guerra dei sette anni come alleato dei francesi. Durante questo conflitto le truppe spagnole occuparono la cittadina portoghese di Colonia del Sacramento, situata lungo il Río de la Plata, alcuni forti della Banda Oriental e gran parte dell'odierno Rio Grande do Sul. Con la firma del trattato di Parigi del 1763 la Spagna dovette però restituire al Portogallo tutte sue ultime conquiste in Sudamerica. 
Durante la guerra ispano-portoghese del 1776-1777 la marina spagnola occupò l'isola di Santa Catarina e Colonia del Sacramento. Il conflitto giunse improvvisamente al termine nel febbraio 1777, con la morte del re Giuseppe I del Portogallo, e la richiesta, da parte dell'erede al trono Maria di avviare trattative di pace. Si giunse così alla ratifica del trattato di San Ildefonso che istituiva una commissione che avrebbe avuto il compito di tracciare i confini tra i due imperi. Questi confini vennero confermati dal trattato di El Pardo

## Il trattato
Questo trattato riconosceva ai portoghesi il diritto di uti possidetis in Sudamerica, quindi gran parte dell'attuale Brasile. In aggiunta la Spagna rinunciava all'isola di Santa Catarina. In compenso il Portogallo cedeva alla Spagna il territorio di Misiones Orientales, le isole africane di Annobón, Fernando Poo e la costa africana tra i fiumi Niger e Ogooué. La corona spagnola tornava così in possesso di un territorio in Africa dopo la firma del trattato di Alcáçovas, di quasi trecento anni prima.